# Goniagnathus parvipictus
Goniagnathus parvipictus är en insektsart som beskrevs av Rauno E. Linnavuori 1978. Goniagnathus parvipictus ingår i släktet Goniagnathus och familjen dvärgstritar. Inga underarter finns listade i Catalogue of Life.